# 竞速游戏
竞速游戏是一种电子游戏类型。主要是以第一人物或者第三人物参与速度的竞争。竞速游戏可以包含赛车游戏，还有一些非常规的飞行竞速游戏，科幻竞速游戏，特殊竞速游戏。

## 赛车游戏
著名的極速快感，跑車浪漫旅，微軟極限競速等系列。

## 非赛车竞速游戏

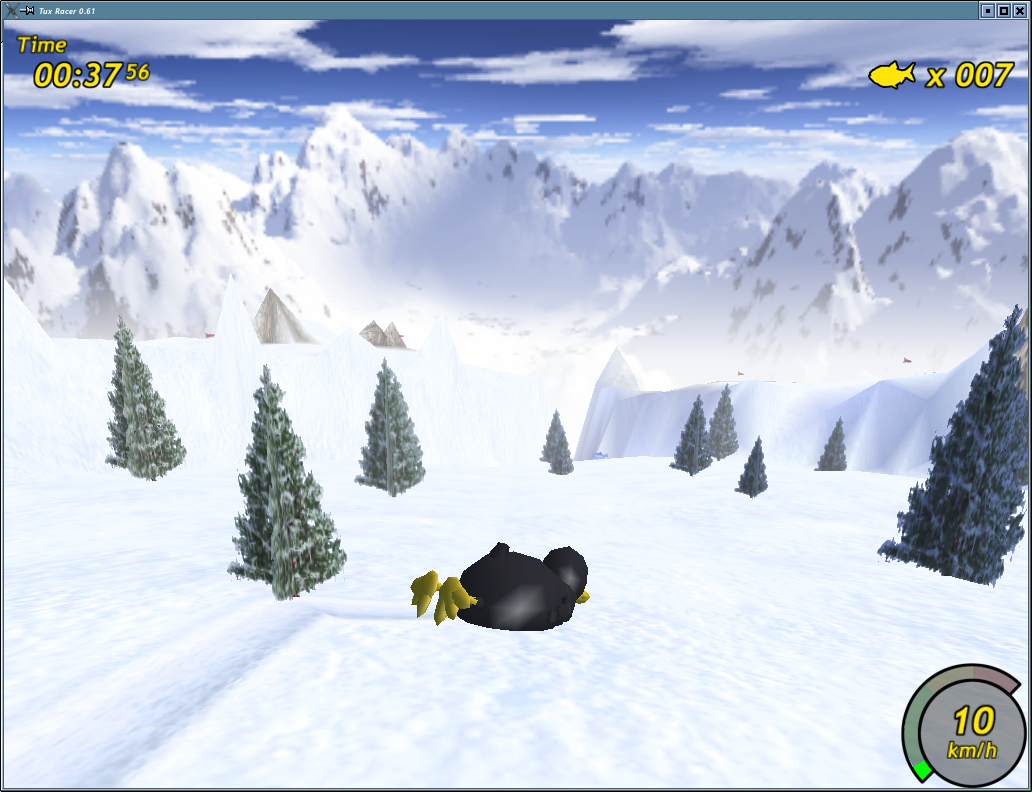
TuxRacer，Eee PC预装的竞速游戏

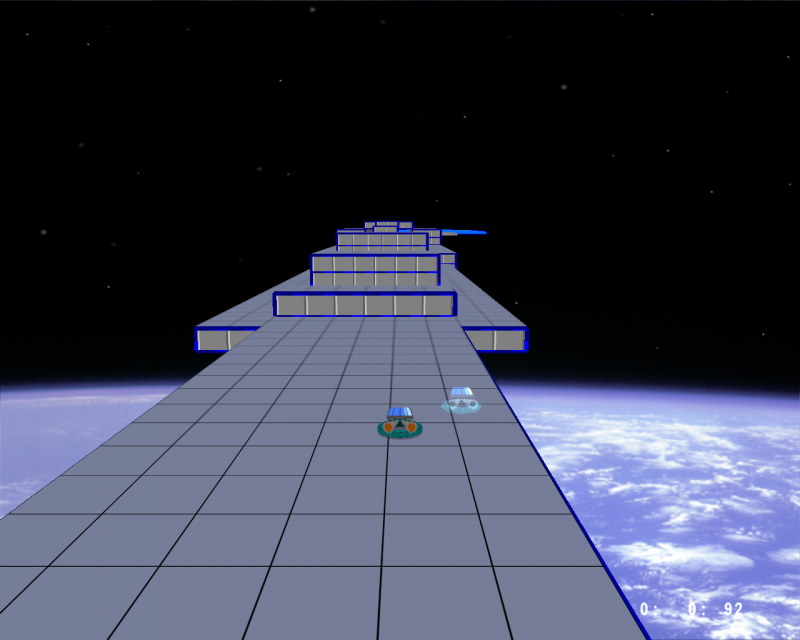
Orbit Hopper

如跑Online、TuxRacer。

## 竞速游戏模式
利用第一人称射击游戏为了锻炼移动速度或者技巧而创作的MOD或者mode，这个风潮大多认为起源于DeFRaG，并且在传统高竞技性游戏中广泛出现，不局限于奔跑，而是以各种方式（如三角跳，火箭跳）缩短移动时间达到目的。